# Sunita de Mágada
Sunita foi um rei semilendário da dinastia de Briadrata que governou sobre Mágada em sucessão de Subala, seu pai. Reinou entre 863 e 841 a.C., segundo algumas reconstituições. Foi sucedido por seu filho Satiajita.